# Radiokunst
Radiokunst bezeichnet eine intermediale Kunstform, in der Radio als Material genutzt wird. Und zwar sowohl in seiner physischen Form, als auch in seiner Funktion als Medium des Empfangens von gezielt ausgestrahlten Radiowellen. Radiokunst kann zum Beispiel in Form einer Performance, einer Installation, als Hörspiel oder Ars Acustica auftreten. Sehr wenige Künstler bezeichnen sich ausschließlich als Radiokünstler. Viele kommen aus der Bildenden Kunst, der Performance Art, der Klangkunst, der experimentellen oder improvisierten Musik oder haben in der freien Radioszene Erfahrungen mit dem Medium Radio gemacht. So nutzen einige Künstler Radiotechnologie (z. B. Radioübertragung, Äther), um sie in eine künstlerische Komposition zu integrieren. Radiokunst bedient sich häufig aus Elementen anderer Kunstformen, die sie aber in eine neue Kunstgattung transformiert.

## Entstehung der Radiokunst
Der experimentelle und künstlerische Umgang mit dem Medium Radio, der über seine Eigenschaft als Übertragungsapparat von Informationen hinausging, begann bereits kurz nach der Einführung des Rundfunks in den 1920er Jahren. Bertolt Brecht versuchte beispielsweise 1929 mit seinem als Rundfunkexperiment ausgestrahlten Lehrstück Der Flug der Lindberghs das Medium als Mittel zur Selbsterfahrung einzusetzen. Die Hörer sollten nach Brechts Vorstellung zu Mitspielern werden. So enthalten alle Rollen außer der des Fliegers den Hinweis „Radio“, alle Rollen sollten also durch das Radio übertragen werden können und der Zuhörer zu Hause sollte die Rolle des Fliegers übernehmen können. Das Stück ist also erst in dem Moment vollständig, in dem die Hörer selbst aktiv werden.
Ein frühes Beispiel für Radiokunst ist die Installation Drive-in Music, die Max Neuhaus 1967 realisiert hat. Auf einer 600 Meter langen Strecke in Buffalo, New York, installierte Neuhaus 20 Radiowellensender in den Bäumen mit unterschiedlichen Klängen, die unter Umwelteinflüssen generiert wurden. Die Autofahrer empfingen über eine bestimmte Frequenz in Abhängigkeit zur Geschwindigkeit, Fahrtrichtung, Tageszeit und Wetterlage unterschiedliche Klangereignisse. Neben den Aspekten Raum und Zeit werden in dieser Klanginstallation auch Bewegung und Visualisierung konzeptionell miteinbezogen. Diese Installation bediente sich der technischen Elemente des Autokinos, das auch darauf basierte, dass die Filmsehenden den Ton zum Film über eine bestimmte Radiofrequenz ihres Autoradios empfingen. In den frühen 1980er Jahren hat der niederländische Fluxus-Künstler Willem de Ridder für den öffentlich-rechtlichen Rundfunk VPRO eine Sendereihe unter dem Namen „Radio Art“ produziert. Am 3. Dezember 1987 ging zum ersten Mal die bis heute existierende Sendereihe Kunstradio – Radiokunst im österreichischen öffentlich-rechtlichen Sender Ö1 „on air“. Der Großteil der gesendeten Radiokunstarbeiten wird extra für das Kunstradio produziert (seit 2004 auch im Format 5.1). Seit August 2016 gibt es auf Deutschlandradio Kultur die Redaktion „Radiokunst“.

## Formen der Radiokunst

### Radiokunst on Air
Sendestrecken
- Radia[5], die syndizierte Sendereihe des gleichnamigen Netzwerks
- Kunstradio – Radiokunst auf Ö1
- Studio Akustische Kunst auf WDR 3
- Klangkunst[6] auf Deutschlandradio Kultur

Radiokunststationen
- Resonance FM London, Großbritannien
- Soundart Radio Devon, Großbritannien[7]
- Wave Farm WGXC 90.7-FM, New York, USA[8]

Temporäre Radiokunststationen
- Radio_Copernicus[9]
- SAVVY Funk, 2017 in Berlin, Teil der documenta 14[10]
- Radio Art Zone[11], 2022, im Rahmen der Europäischen Kulturhauptstadt Esch2022[12]

### Radiokunst auf Festivals
Dass sich mit der Etablierung des Rundfunks auch in den Künsten die Grenzen zwischen Bildender Kunst, Literatur, Musik und auditiven Installationen verwischt haben, bewies 1987 die 8. Documenta mit einer von Klaus Schöning kuratierten Audiothek. Für die 30. Biennale in Sao Paulo 2012 schufen die Radiokünstler Sarah Washington und Knut Aufermann unter dem Namen Mobile Radio BSP ein gut dreimonatiges Radioprogramm als temporäres Kunstwerk. Savvy Funk war eine Radiostation, die im Rahmen der Documenta vom 17. Juni bis 8. Juli 2017 24-Stunden täglich Radiokunst produziert hat.
Wichtige Radiokunst-Festivals waren u. a.
- zeitgleich, 1994[13]
- Waves: The „Art + Communication“ festival, organised von RIXC in Riga 2006[14]
- AV Festival, 2008[15]
- das seit 2015 jährlich in Glasgow stattfindende Festival Radiophrenia[16]
- Radio Revolten, 2006 & 2016 in Halle/Saale[17]

### Installation
- Respire by Anna Friz

### Netzwerke
- EBU Ars Acustica[18]
- Radia

### Ausbildung
- Studiengang Experimentelles Radio an der Bauhaus-Universität Weimar[19]